# Izolda Wojciechowska
Izolda Wojciechowska (ur. 23 września 1936 we Lwowie) – polska aktorka. 

## Życiorys
Jest absolwentką Akademii Teatralnej im. Aleksandra Zelwerowicza w Warszawie. W latach 1958–1959 była aktorką Teatru Ziemi Opolskiej w Opolu.

## Filmografia
- 2008: Samo życie jako matka Roberta Mareckiego, kierowcy Adriana Grzelki zamordowanego potem przez swojego pryncypała
- 2008–2010: M jak miłość jako pani Danuta Popławska, podopieczna Marii Rogowskiej
- 2010: Na Wspólnej jako sąsiadka Macieja (odc. 1281)
- 2011: Pogodni jako klientka sklepu (odc. 41)
- 2011: Wiadomości z drugiej ręki jako zakonnica (odc. 47, 48)
- 2012: Komisarz Alex jako sąsiadka Winnickich (odc. 15)
- 2013: M jak miłość jako zakonnica (odc. 1035)
- 2015: Ojciec Mateusz jako mieszkanka kamienicy, w której w przeszłości mieszkał Kolęda (odc. 181)
- 2015: Wesołowska i mediatorzy jako Barbara Czurajowa (odc. 10)
- 2016: Singielka jako Barbara Orzeńska, zmarła żona Gustawa Orzeńskiego (odc. 103)
- 2017: Komisarz Alex jako Janina Żmudzka (odc. 114)
- 2017: Na sygnale jako babcia Marka (odc. 136)
- 2018: Jak pies z kotem jako kobieta na podwórku
- 2019: Ojciec Mateusz jako Antonina, koleżanka babci Lucyny (odc. 266)
- 2019: Pułapka jako sąsiadka Heleny (odc. 8)